# Союз Спасения. Время гнева
«Союз Спасения. Время гнева» — российский историко-драматический телесериал режиссёров Никиты Высоцкого и Ильи Лебедева с Леонидом Бичевиным, Максимом Матвеевым, Павлом Прилучным, Антоном Шагиным, Иваном Колесниковым, Иваном Янковским и Виталием Кищенко в главных ролях. Телесериал, достаточно подробно раскрывающий события восстания декабристов, является продолжением и расширенной версией фильма «Союз спасения» (2019).
Подготовка к производству телесериала началась в августе 2020 года, когда его продюсеры подали заявку на поддержку в Министерство культуры России. 24 января 2021 года начались съёмки телесериала «Союз Спасения. Время гнева» производства «Дирекции Кино» и Константина Эрнста с Первого канала, который также продюсировал фильм. Никита Высоцкий назначен сценаристом и режиссёром, а Анатолий Максимов — исполнительным продюсером.
В августе 2021 года было объявлено, что онлайн-кинотеатр «KION» будет транслировать премьерный эпизод телесериала в сентябре 2022 года. Его первые четыре серии вышли в эфир в октябре 2022 года, а затем неожиданно было решено прекратить трансляцию телесериала. 28 октября «KION» вернул удалённый телесериал «Союз Спасения. Время гнева». Аналогичные проблемы испытывал телесериал «Крылья империи».

## Сюжет
Действие телесериала охватывает период времени с 1814 года до 1826 года. В 1814 году армия Российской империи разгромила наполеоновскую Францию и захватила Париж. Россия стала сильнейшей державой в Европе и теперь её солдатам всё кажется возможным, но нетерпимость к ним подрывает их доверие к режиму и в 1820 году. Ветераны русско-французской войны возмущены частыми телесными наказаниями и стремятся к демократизации государственного строя в стране. Офицеры Семёновского полка, выступившие против императора, направляются на службу в другие воинские части в Чернигов, а рядовые солдаты, не имевшие старших чинов, отправляются в ссылку в Сибирь, но их гнев только возрастает, и в различных подразделениях вспыхивают мятежи.
Ярость не утихала и 14 (26) декабря 1825 года Московский полк Императорской гвардии во главе с Никитой Муравьёвым и Петром Каховским вышел на Сенатскую площадь и приготовился атаковать Сенат и возвести на престол Константина Павловича, но Сенат коронует Николая, а солдаты отказываются его признать. Восстание перерастает в вооружённый конфликт. Многие солдаты-повстанцы погибают, а восстание жестоко подавляется.
Через год, в 1826 году, пятерых руководителей восстания казнят через повешение, но верёвки рвутся, и одних вновь вешают, а других отправляют в ссылку в Сибирь.

## В ролях
| Актёр                | Роль                                                            |
| -------------------- | --------------------------------------------------------------- |
| Леонид Бичевин       | подполковник Сергей Муравьёв-Апостол                            |
| Иван Колесников      | император Николай I                                             |
| Виталий Коваленко    | Великий князь Константин Павлович                               |
| Максим Матвеев       | полковник гвардии, князь Сергей Трубецкой                       |
| Антон Шагин          | подпоручик в отставке Кондратий Рылеев                          |
| Павел Прилучный      | полковник Павел Пестель                                         |
| Иван Янковский       | подпоручик Михаил Бестужев-Рюмин                                |
| Сергей Агафонов      | поручик в отставке Пётр Каховский                               |
| Игорь Петренко       | разжалованный майор Сергей Алексеевич Баранов                   |
| Юрий Чурсин          | генерал от кавалерии Александр Чернышёв                         |
| Сергей Безруков      | князь, начальник Главного штаба армии Пётр Волконский           |
| Максим Аверин        | член Государственного совета, тайный советник Михаил Сперанский |
| Роман Мадянов        | граф Алексей Аракчеев                                           |
| Виталий Кищенко      | император Александр I                                           |
| Александр Домогаров  | генерал-губернатор Санкт-Петербурга граф Михаил Милорадович     |
| Алексей Гуськов      | генерал от инфантерии, князь Алексей Щербатов                   |
| Сергей Колтаков      | член Государственного совета Николай Мордвинов                  |
| Александр Устюгов    | генерал-адъютант Алексей Орлов                                  |
| Владислав Ветров     | подполковник Густав Гебель                                      |
| Александр Лазарев    | генерал-лейтенант Александр Бенкендорф                          |
| Ингеборга Дапкунайте | княгиня Бельская                                                |
| Софья Эрнст          | Анна Бельская                                                   |
| Артём Ткаченко       | жандармский полковник Алексей Карлович Амфельт                  |
| Сергей Перегудов     | полковник Артамон Муравьёв                                      |
| Ефим Петрунин        | поручик Иван Сухинов                                            |
| Павел Баршак         | штабс-капитан, барон Вениамин Соловьёв                          |
| Кирилл Кузнецов      | поручик Михаил Щепилло                                          |
| Антон Феоктистов     | поручик Анастасий Кузьмин                                       |
| Андрей Мартынов      | прапорщик Ипполит Муравьёв-Апостол                              |
| Дмитрий Лысенков     | поручик, князь Евгений Оболенский                               |

| Актёр              | Роль                                                           |
| ------------------ | -------------------------------------------------------------- |
| Ксения Кутепова    | императрица, супруга Александра I Елизавета Алексеевна         |
| Елена Лотова       | императрица, супруга Николая I Александра Фёдоровна            |
| Александр Строев   | генерал-майор, барон Пётр Фредерикс                            |
| Михаил Елисеев     | генерал-интендант Алексей Юшневский                            |
| Александр Ратников | майор Чистов                                                   |
| Тихон Жизневский   | корнет лейб-гвардейского Кавалергардского полка Пётр Свистунов |
| Даниил Воробьёв    | подполковник Гавриил Батеньков                                 |
| Павел Ворожцов     | капитан Аркадий Майборода                                      |
| Никита Высоцкий    | генерал-адъютант Иван Дибич                                    |
| Дмитрий Паламарчук | полковник Василий Микулин                                      |
| Кирилл Зайцев      | штабс-капитан Михаил Бестужев                                  |
| Юрий Борисов       | лейтенант Антон Арбузов                                        |
| Александр Метёлкин | поручик Николай Панов                                          |
| Антон Момот        | штабс-капитан, князь Дмитрий Щепин-Ростовский                  |
| Максим Блинов      | прапорщик Илья Бакунин                                         |
| Петар Зекавица     | полковник Фёдор Шварц                                          |
| Сергей Уманов      | Евсей денщик Муравьёва-Апостола                                |
| Ростислав Бершауэр | жандарм Лернер                                                 |
| Владислав Резник   | генерал Павел Голенищев-Кутузов                                |
| Клим Бердинский    | Александр II в детстве                                         |
| Лариса Малеванная  | фрейлина Екатерина Нелидова                                    |
| Алексей Потёмкин   | флигель-адъютант Карл Мердер                                   |
| Варвара Гусинская  | Наталия Рылеева                                                |
| Марта Тимофеева    | Настя дочь Кондратия Рылеева                                   |
| Марина Коняшкина   | княгиня Екатерина Трубецкая                                    |
| Мартиньш Калита    | адъютант графа Милорадовича Глинка (Александр Башуцкий)        |
| Сергей Жарков      | рядовой лейб-гвардии Бойченко                                  |
| Андрес Пуустусмаа  | австрийский посланник в России Людвиг Лебцельтерн              |

## Производство

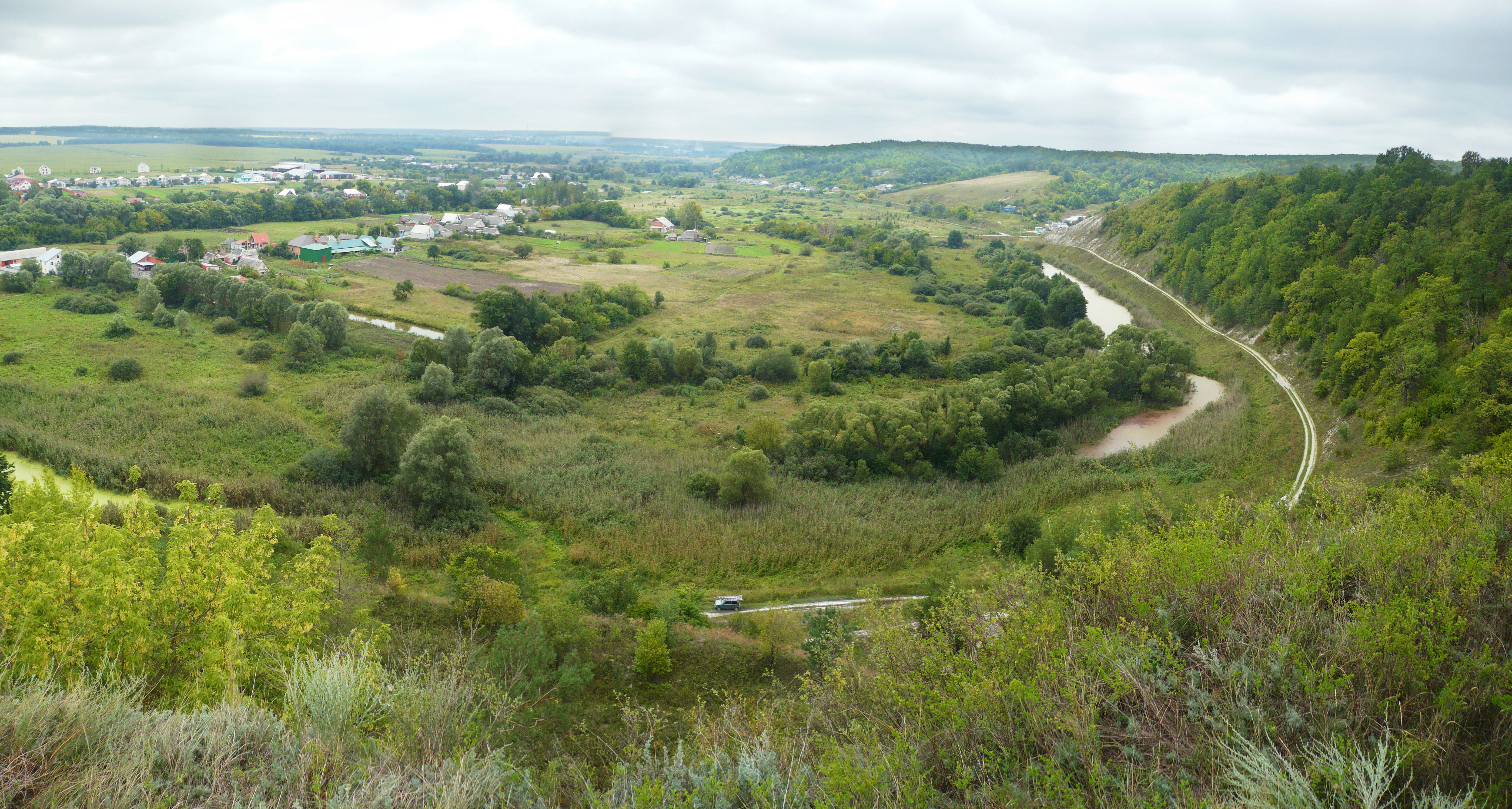
Некоторые сцены сняты в селе Дмитриевка Шебекинского района в Белгородской области

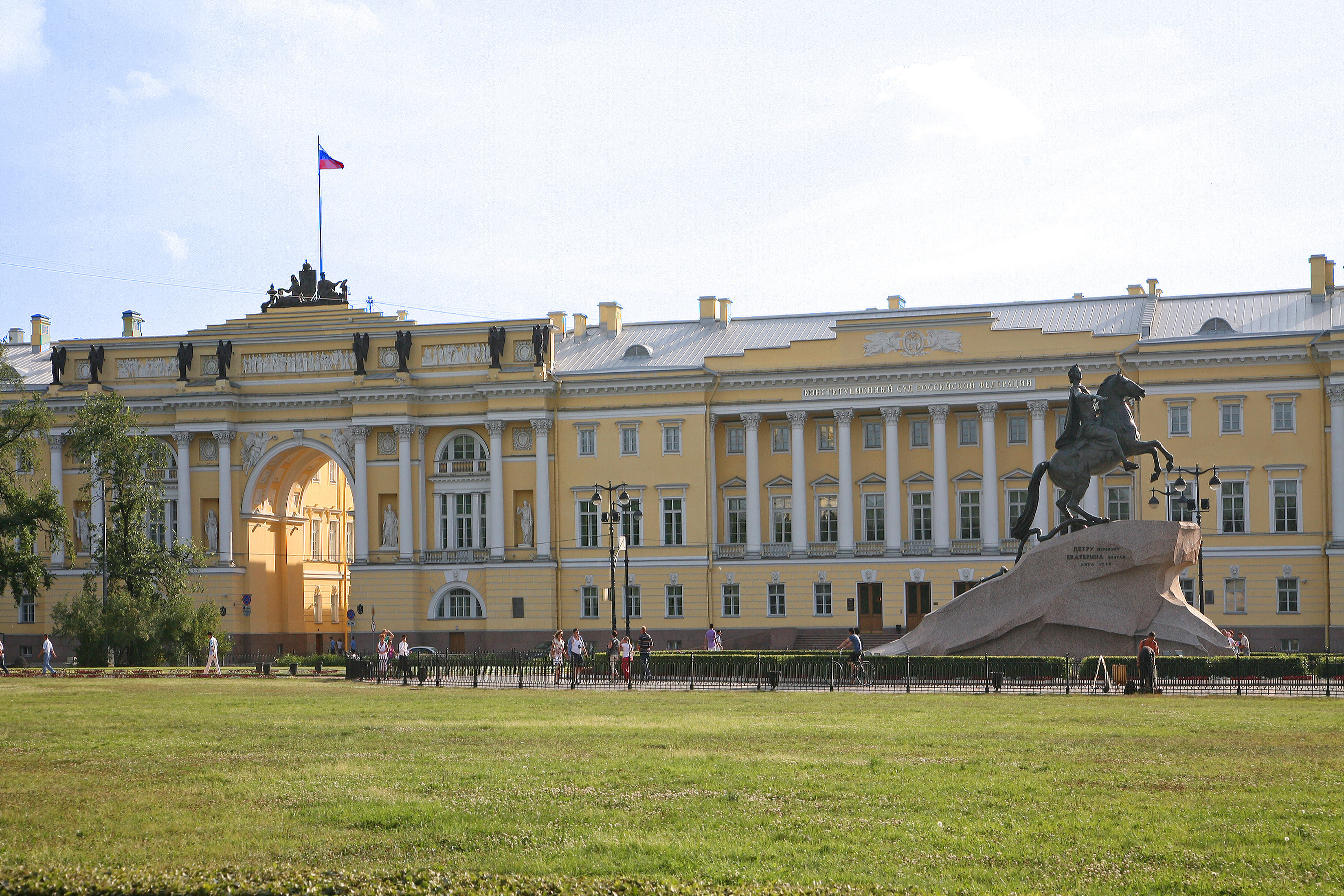
Сенатская площадь (Санкт-Петербург).

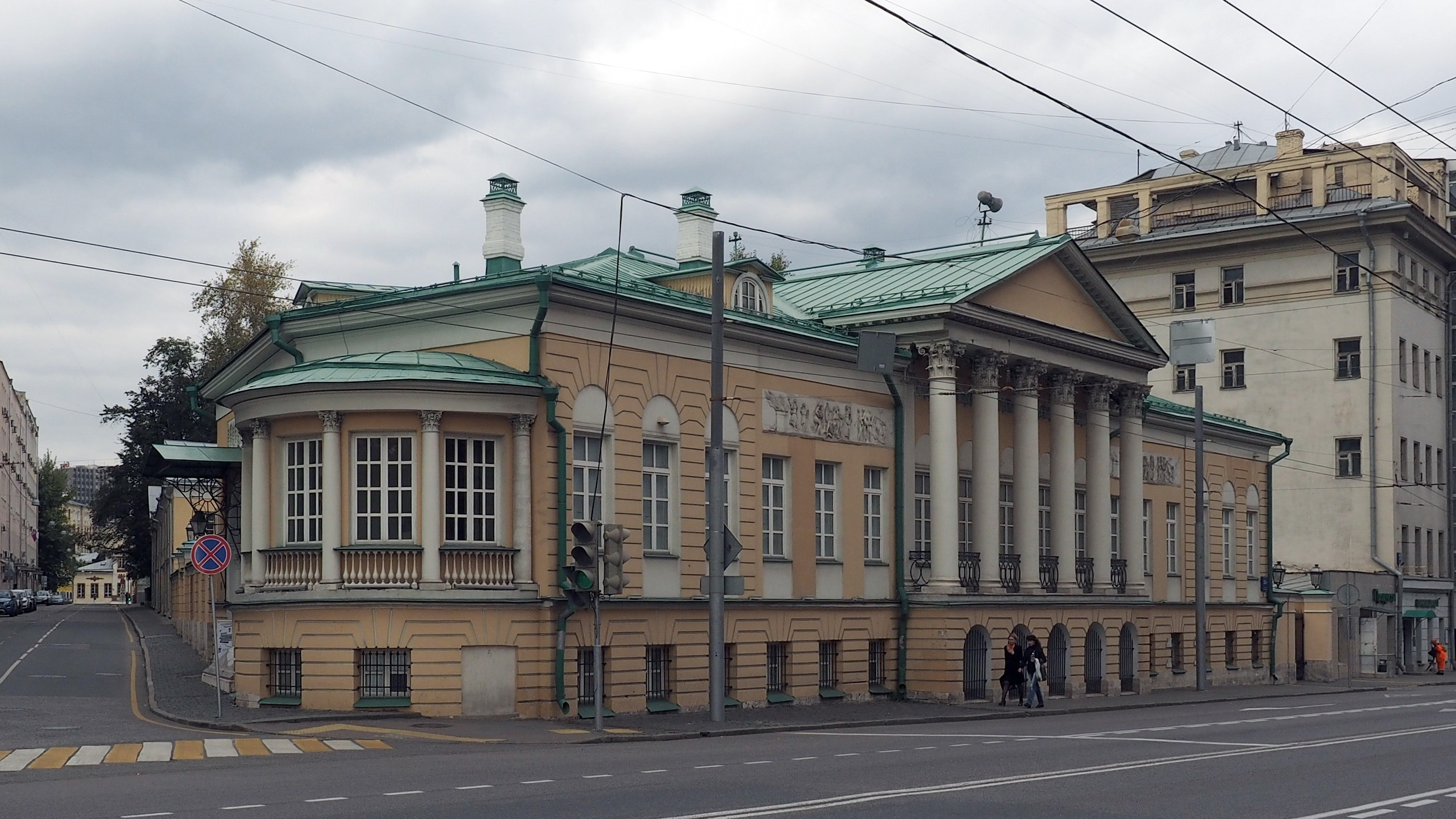
Дом Муравьёва-Апостола (Басманная). Некоторые сцены сняты в исторических местах — в доме, принадлежавшем семье Муравьёвых-Апостолов в Москве.

Телесериал был снят по просьбе общественности, пожелавшей, чтобы события предшествующего фильма были раскрыты подробнее. Производство телесериала стало возможным после того, как в августе 2020 года продюсеры обратились с заявкой на предоставление финансирования в Министерство культуры России.
24 января 2021 года в Санкт-Петербурге и его пригородах начались съёмки телесериала.
Съёмки также велись в Тверской области и городе Тверь.
В мае 2021 года съёмки также проходили в Ростове-на-Дону. Окончательно они были завершены 23 июля 2021 года.